# Molnár Gyula (színművész)
Molnár Gyula, született Mandl Gyula (Budapest, 1877. június 22. – Eger, 1934. április 20.) színész, színházigazgató.

## Életútja
Mandl Adolf kereskedő és Steiner Szeréna (1851–1941) fia. 1898-ban végezte a színészakadémiát és ez év április havában Aradon lett színész, Leszkay Andrásnál, ahol a Kaméliás hölgy Duval Armand szerepében mutatkozott be. 1899 nyarán Csóka Sándornál szerepelt, 1900–01-ben Székesfehérvárott, majd 1901–02-ben Pécsett lépett színpadra. 1902–03-ban a Városligeti Színkörben láthatta a közönség. 1907-ben vidéki színigazgató volt 1912 tavaszáig. 1908. április 26-án Budapesten, az Erzsébetvárosban feleségül vette Jászai Mariska színésznőt. 1914–15-ben Pécsett szerepelt, 1915-ben az első világháború alatt katonáskodott. 1918-ban Karlsbadban Gerde Grasselly színigazgató titkárja és igazgatói megbízottja volt. 1926. augusztus 1-jén nyugalomba ment. Halálát szervi szívbaj okozta.

## Fontosabb szerepei
- Bagot (Potter: Trilby)
- Jávorka Ádám (Herczeg Ferenc: Ocskay brigadéros)
- Ábris (Tóth Ede: A tolonc)
- Bonville (Jones: Gésák)